# Multiphononenabsorption
Multiphononenabsorption bezeichnet die Absorption eines Photons durch die Wechselwirkung mit mehr als einem Phonon. Im Gegensatz zur Einphotonenabsorption kann dieser Prozess auch in infrarot-inaktiven Medien beobachtet werden. Anders als bei Wechselwirkungen mit einem Phonon können auch akustische Phononen beteiligt sein.

## Beschreibung
In Festkörpern, deren Kristallstruktur mehr als ein Basisatom aufweist, treten optische Phononen auf. Ist die Bindung des Materials polar, wie in Ionenkristallen (z. B. Natriumchlorid), so induzieren diese optischen Moden ein Dipolmoment, das mit Licht wechselwirken kann. Da die Energie der Phononen normalerweise im Infrarotbereich liegt, nennt man solche Materialien „infrarotaktiv“. Allerdings lässt sich auch bei Materialien mit nicht-polarer Bindung (z. B. Silicium) Phononenabsorption im Infrarotbereich messen. Dies ist auf die Interaktion von Licht mit mehreren Phononen zurückzuführen. Dies kann als Resultat von zwei Vibrationen veranschaulicht werden: Die erste erzeugt Ladungen in den Basisatomen und die zweite erzeugt ein Dipolmoment, welches wiederum an ein Photon koppeln kann.
Multiphononabsorption ist deutlich schwächer als Absorption an einem Photon, was an der geringeren Wahrscheinlichkeit dieser Prozesse liegt. Auch in Materialien mit polarer Bindung kann Multiphononenabsorption auftreten, sie ist dort stärker als in unpolaren Kristallen, allerdings immer noch schwächer als Einphononenabsorption.